# فرنان برودل
فرنان پائول آشیل برودل ((به فرانسوی: Fernand Paul Achille  Braudel)؛ زاده ۲۴ اوت ۱۹۰۲ درگذشته ۲۷ نوامبر ۱۹۸۵) مورخ فرانسوی و از چهره‌های سرشناس مکتب آنال در قرن ۲۰ میلادی و پس از جنگ جهانی دوم بود. تحقیقات و پژوهش‌های وی شامل: جهان مدیترانه‌ای، تمدن و سرمایه‌داری و هویت فرانسه بوده است. برودل از مخالفان سرسخت تاریخ به مثابه واقعه‌نگاری بود و بر آن تاکید داشت که نکات ظریف جغرافیایی و اقتصادی در جوامع، یعنی نیروهای زیرزمینی و ناپیدایی را که در دراز مدت به تحولات تاریخی دامن می زنند بیابد. حوزه مطالعات وی بیش از هر کجا، عصر کلاسیک بود.
برودل در سال ۱۹۴۶ ریاست گاهنامه مکتب آنال را برعهده گرفت. در سال ۱۹۴۹ به استادی کلژ دو فرانس رسید و از سال ۱۹۴۶ شروع به تاسیس بخش ششم – اقتصادی و اجتماعی- مدرسه عملی مطالعات عالی کرد که خود مدیریتش را در فاصله ۱۹۵۶ تا ۱۹۷۲ بر عهده داشت. در طول این سال‌ها، برودل کتاب پر اهمیت خود درباره تاریخ سرمایه داری یعنی تمدن و سرمایه‌داری (۳ جلد، ۱۹۷۹) را تالیف کرد و در آن بر پیدایش تدریجی یک «اقتصاد – جهان» تاکید کرد که رفته رفته در چندین نقطه و مرکز توسعه، رشد کرد: جنوا، ونیز، بورگس، آمستردام و سپس لندن. فرنان برودل در سال ۱۹۸۴ ، یک سال پیش از مرگ، به عضویت فرهنگستان فرانسه برگزیده شد.

## آثار اصلی
- تمدن و سرمایه‌داری: سده‌های پانزدهم تا هجدهم میلادی (ترجمهٔ فارسیِ فرهنگ رجایی)

جلدِ ۱: سنجش امکان‌های انضمامی در ساختارهای زندگی هرروزه
جلدِ ۲: چرخ‌های بازرگانی؛ سنجش امکان‌های بازار و مبادلات
جلدِ ۳: منظری جهانی؛ سنجش نظام اقتصاد جهانی
- پویایی سرمایه‌داری (ترجمهٔ مهران پاینده و عبّاس خداقلی و ناصر کفائی)

- La Méditerranée et le Monde Méditerranéen a l'époque de Philippe II, 3 vols. (originally appeared in 1949; revised several times)

vol. 1: La part du milieu شابک ‎۲−۲۵۳−۰۶۱۶۸−۹
vol. 2: Destins collectifs et mouvements d'ensemble شابک ‎۲−۲۵۳−۰۶۱۶۹−۷
vol. 3: Les événements, la politique et les hommes شابک ‎۲−۲۵۳−۰۶۱۷۰−۰
- The Mediterranean and the Mediterranean World in the Age of Philip II. 2 vols., 2nd rev. ed., transl. 1972 and 1973 by Sian Reynolds, excerpt and text search vol 1; excerpt and text search vol 2
- Ecrits sur l'Histoire (1969) شابک ‎۲−۰۸−۰۸۱۰۲۳−۵
- On History (1980; English translation of Ecrits sur l'Histoire by Siân Reynolds)
- L'Identité de la France (1986)
- The Identity of France (1988–1990)

vol. 1: History and Environment شابک ‎۰−۰۶−۰۱۶۰۲۱−۷
vol. 2: People and Production شابک ‎۰−۰۶−۰۱۶۲۱۲−۰
- Ecrits sur l'Histoire II (1990) شابک ‎۲−۰۸−۰۸۱۳۰۴−۸
- Out of Italy, 1450–1650 (1991)
- A History of Civilizations (1995)
- Les mémoires de la Méditerranée (1998)
- The Mediterranean in the Ancient World (UK) and Memories of the Mediterranean (USA; both 2001; English translation of Les mémoires de la Méditerranée by Siân Reynolds)
- Personal Testimony Journal of Modern History, vol. 44, no. 4. (December 1972)